# Leonard Barsoton
Leonard Barsoton (né le 21 octobre 1994) est un athlète kényan, spécialiste du fond.
Il termine 5e des Championnats du monde de cross-country 2015, après avoir été deuxième chez les juniors lors des Championnats du monde de cross-country 2013. Il a remporté la médaille d'or lors des Championnats d'Afrique de cross-country 2014 en individuel et par équipes.
Ses meilleurs temps sont :
- 3 000 m, 8 min 07 s 1		 Nairobi 8 juin 2011
- 5 000 m, 13 min 19 s 04		 Yokohama 17 novembre 2013
- 10 000 m, 	 27 min 20 s 74		 Yamaguchi 10 octobre 2014.